# Guasa guasa
«Guasa Guasa» és una cançó interpretada pel cantant porto-riqueny Tego Calderón. No va ser senzill de cap àlbum de Tego, això no obstant, va gaudir de gran popularitat en ser la «diss track» més popular i coneguda de l'escena de la música urbana llatinoamericana. La versió remix compta amb la col·laboració de Julio Voltio i va ser llançada en el recopilatori El Enemy de los Guasíbiri el 2004.

## Context
L'any 2002 el raper Eddie Dee llança «En peligro de extinción» al costat de Tego Calderón, on llançen indirectes cap a artistes de Pina Records, iniciant una de les guerres més dures i mediàtiques del reggaeton. Posteriorment a la col·laboració, Lito i Polaco contraataquen amb «Piensan» i «Bala Loca». Fins a aquest moment la guerra no passava d'indirectes en cada cançó. Això acaba amb «No me la explota», la nova canço d'Eddie D i Tego amb clares referències a Lito & Polaco, parlant de Masacrando MC's i Mundo Frío, dos àlbums dels artistes de Pina Records.
La resposta no es va fer esperar, i Lito en solitari respon amb «Quítate la màscara», una de les millors «diss tracks» del gènere carregada de molt bons cops i una intro en la que es burla de «Mi Entierro» de Tego.
Enmig de la guerra lirical amb Lito & Polaco, Tego decideix llançar la cançó «Guasa Guasa». Posteriorment decideix aliar-se amb Julio Voltio per a fer un remix d'aquesta, que es convertiria en una de les cançons més populars del reggaeton.
L'èxit que van representar aquesta cançó i el seu remix, van suposar un cop molt dur per a Lito i Polaco que posteriorment llancen «Los Cerdos», i «Te Tiro Solo», temes que encara que són de molt bona qualitat no podien competir amb la viralització que va suposar «Guasa Guasa».
No obstant això, aquesta guerra va continuar i en cançons com «Métele Sazón» i «12 Discípulos» Tego torna a enviar la seva estocada a Pina Records.